# Комаргородське
Комаргородське — селище в Україні, у Томашпільській селищній громаді Тульчинського району Вінницької області. Населення становить 83 особи.

## Історія
7 (20) листопада 1917 року, відповідно до Третього Універсалу Української Центральної Ради, увійшло до складу Української Народної Республіки.
12 червня 2020 року, відповідно до Розпорядження Кабінету Міністрів України від  № 707-р «Про визначення адміністративних центрів та затвердження територій територіальних громад Вінницької області», увійшло до складу Томашпільської селищної громади.
19 липня 2020 року, в результаті адміністративно-територіальної реформи та ліквідації  Томашпільського району, увійшло до складу новоутвореного Тульчинського району.

## Населення

### Мова
Розподіл населення за рідною мовою за даними перепису 2001 року:
| Мова            | Кількість | Відсоток |
| --------------- | --------- | -------- |
| українська      | 77        | 92.77%   |
| російська       | 3         | 3.61%    |
| румунська       | 2         | 2.41%    |
| інші/не вказали | 1         | 1.21%    |
| Усього          | 83        | 100%     |